# Козард (Небраска)
Козард (енгл. Cozad) град је у америчкој савезној држави Небраска.

## Демографија
По попису из 2010. године број становника је 3.977, што је 186 (-4,5%) становника мање него 2000. године.
| Група             | 2000.         | 2010.         |
| Белци             | 3.638 (87,4%) | 3.403 (85,6%) |
| Афроамериканци    | 7 (0,2%)      | 17 (0,4%)     |
| Азијати           | 18 (0,4%)     | 11 (0,3%)     |
| Хиспаноамериканци | 456 (11,0%)   | 529 (13,3%)   |
| Укупно            | 4.163         | 3.977         |